# Plataforma M (Chrysler)
La plataforma Chrysler M (o "Carrocería-M") era un tipo de plataforma de automóvil de tamaño mediano utilizada por Chrysler de 1977 a 1989. Fue la sucesora de la plataforma Chrysler F, empleada en los Dodge Aspen/Plymouth Volare. La Carrocería-M también fue la sucesora de la Carrocería-R de corta duración, ya que el Chrysler New Yorker y el Plymouth Gran Fury se trasladaron a ella tras la desaparición de la Carrocería-R en 1981. Se convirtió en el último diseño vendido en los Estados Unidos con un eje trasero tipo Hotchkiss y con una suspensión de ballestas semielípticas paralelas.

## Historia

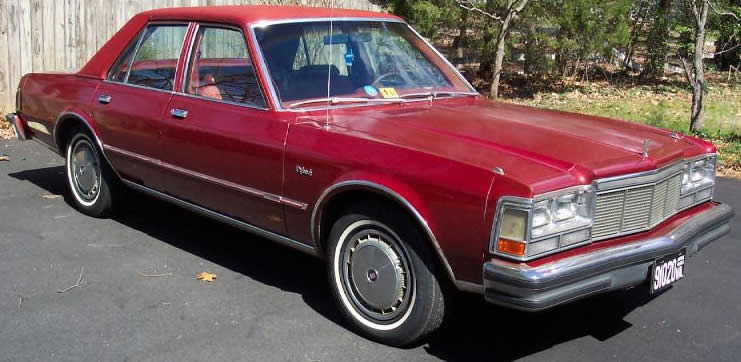
Dodge Diplomat sedán de 1977

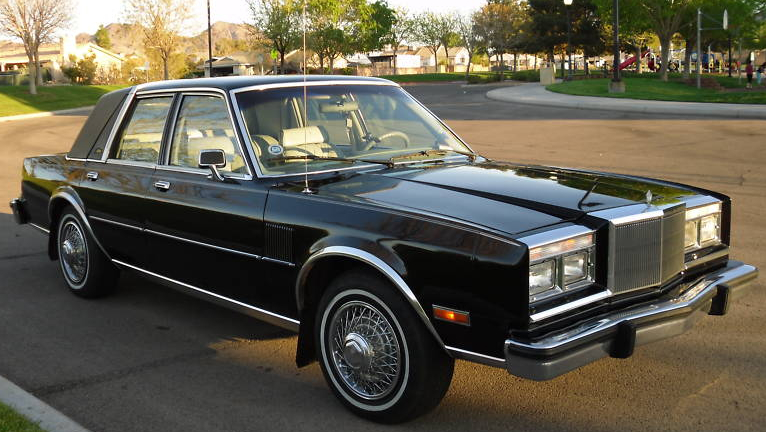
Chrysler Fifth Avenue sedán de 1984

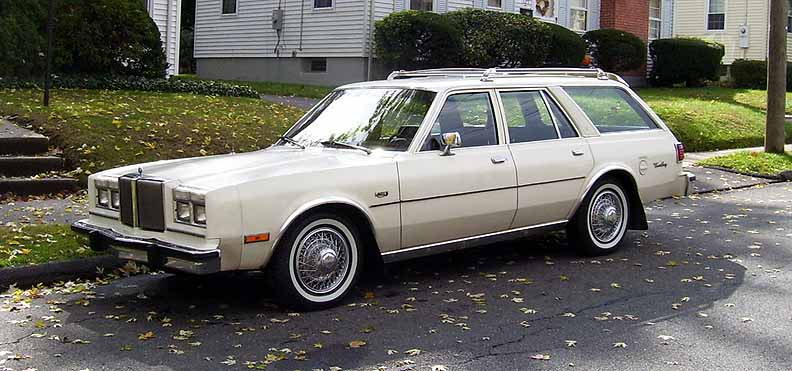
Chrysler Town and Country familiar de 1980

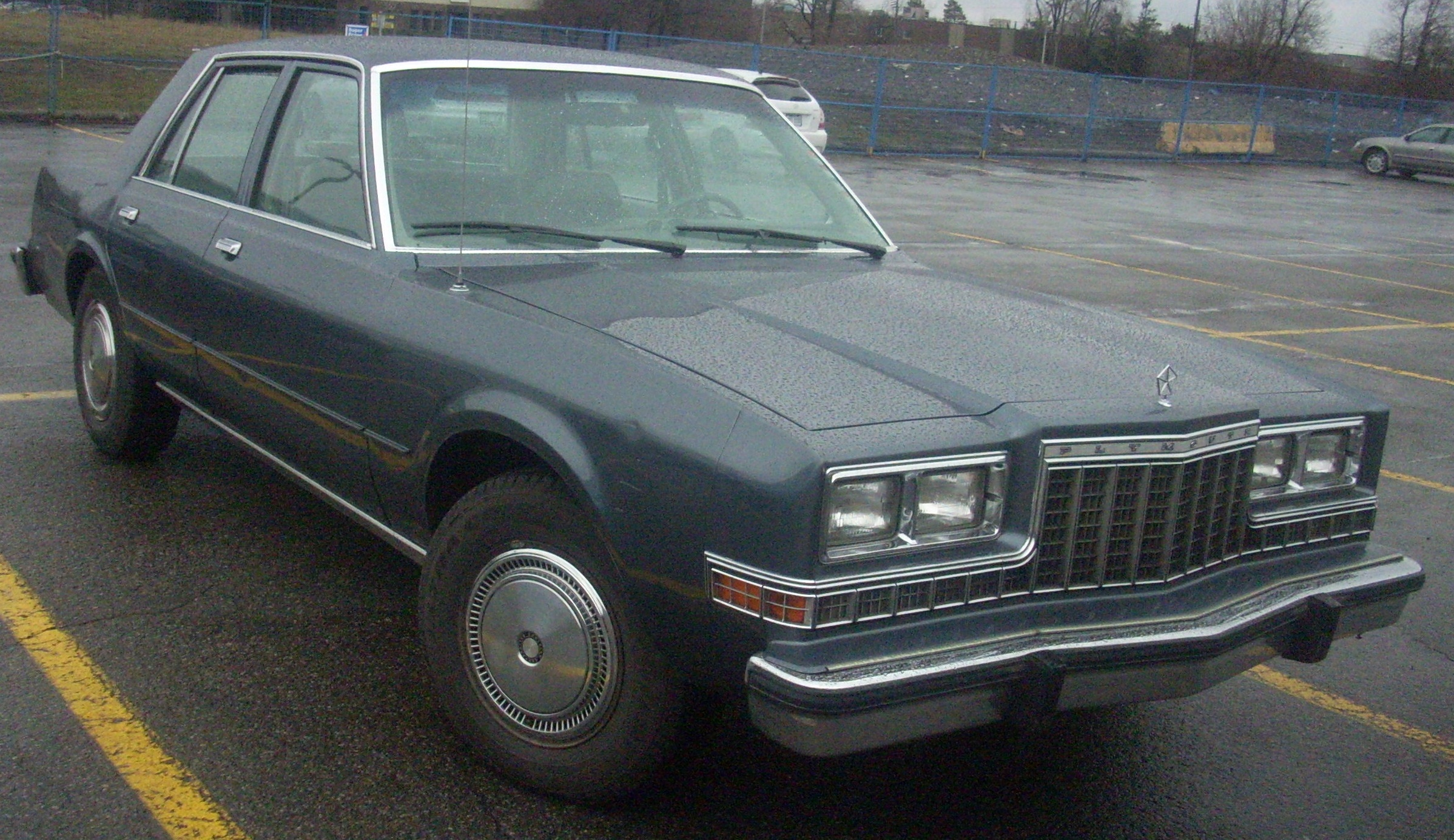
Plymouth Caravelle Salon sedán de 1986

Los modelos sobre la plataforma M se construyeron en San Luis (Misuri) y en Newark (Delaware), con su presentación inicial formando parte de la serie LeBaron/Diplomat en la primavera de 1977. Una parte de la producción entre 1977 y 1983 correspondió a la factoría de Windsor (Ontario). Comenzando en febrero de 1987 y terminando con el año modelo de 1989, se utilizó para el ensamblaje la planta de American Motors Corporation en Kenosha.
En 1983 y 1984 quedó claro que la mayoría de los compradores privados preferían los modelos sobre la plataforma Chrysler K, igualmente espacioso pero más baratos y más eficientes en combustible. Sin embargo, la ingeniería, el manejo y la disponibilidad del motor V8 tradicionales probados durante mucho tiempo de los coches basados en la plataforma M atrajeron a las flotas de policía y de taxis, lo que permitió que se mantuviera en producción hasta el final de la década.

En 1989, las carrocerías M de Chrysler recibieron una bolsa de aire en el lado del conductor. Después de que dejaran de fabricarse las carrocerías M en 1989, Chrysler Corporation no construiría un automóvil con tracción trasera que no fuera una camioneta o un modelo especial hasta los automóviles basados en la plataforma LX.

## Modelos basados en la plataforma M
Los vehículos construidos sobre la plataforma M fueron:
- 1977-1989 Dodge Diplomat
- 1977-1981 Chrysler LeBaron
- 1978-1981 Chrysler Town & Country familiar
- 1978-1979 Dodge Coronet (América del Sur)
- 1978-1982 Plymouth Caravelle (Canadá)
- 1980-1981 Dodge Dart (México)
- 1981-1982 Dodge Magnum 5.9L (México)
- 1982-1989 Plymouth Gran Fury
- 1982 Chrysler New Yorker
- 1983 Chrysler New Yorker Fifth Avenue
- 1983-1989 Plymouth Caravelle Salon (Canadá)
- 1984-1989 Chrysler Fifth Avenue
- 1979-1980 Monteverdi Sierra descapotable

Se ofrecían tres estilos de carrocería:
- 2 puertas cupé (1977-1981)
- 4 puertas sedán (1977-1989)
- 4 puertas familiar (1978-1981)

Se utilizaron dos distancias entre ejes:
- 108,7 pulg. - 2 puertas (1980-1981)[6]
- 112,7 pulg. - 2 puertas (1977-1979), familiar (1978-1981) y 4 puertas (1977-1989)[7]

Los motores utilizados con esta plataforma incluyen:
- 225 Slant 6 (1977-1983)
- 318 V8 (1977-1989)
- 360 V8 (1977-1979)